# Scaramouche (film)
Scaramouche är en amerikansk swashbucklerfilm från 1923 i regi av Rex Ingram. Filmen är baserad på Rafael Sabatinis roman Scaramouche - de tusen äventyrens man från 1921. I huvudrollerna ses Ramon Novarro, Alice Terry, Lewis Stone och Lloyd Ingraham. Filmen utspelar sig under den franska revolutionen.

## Rollista i urval
- Lloyd Ingraham – Quintin de Kercadiou
- Alice Terry – Aline de Kercadiou
- Ramon Novarro – André-Louis Moreau
- Lewis Stone – Markisen de la Tour d'Azyr
- Julia Swayne Gordon – Grevinnan de Plougastel
- William Humphrey – Chevalier de Chabrillone
- Otto Matieson – Philippe de Vilmorin
- George Siegmann – Danton
- Bowditch M. Turner – Chapelier
- James Marcus – [Challefau] Binet
- Edith Allen – Climène Binet
- John George – Polichinelle
- Willard Lee Hall – Kungens löjtnant
- Rose Dione – La Révolte
- Edwin Argus – Ludvig XVI (ej krediterad)
- J. Edwin Brown – Monsieur Benoit (ej krediterad)
- Louise Carver – medlem i teaterpubliken (ej krediterad)
- Edward Connelly – Minister till kungen (ej krediterad)
- Fuerburg De Garcia  –	Maximilien Robespierre (ej krediterad)
- Clotilde Delano –	Marie-Antoinette (ej krediterad)